# 濱村秀雄

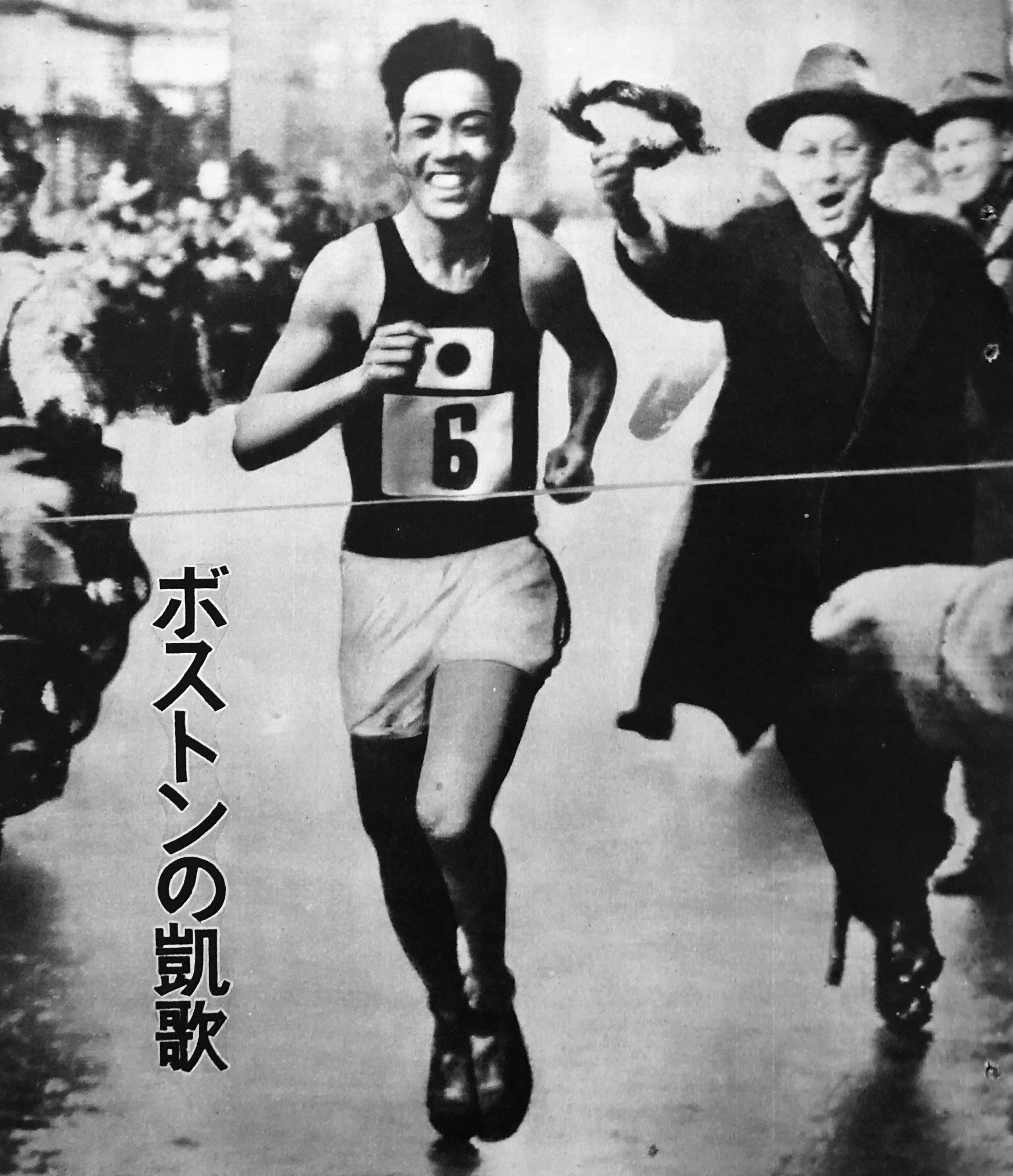
1955年のボストンマラソンで優勝した濱村秀雄

濱村 秀雄（はまむら・ひでお、1928年7月20日 - 2000年5月7日）は、日本の陸上競技選手、陸上競技指導者。専門は長距離走。姓は常用漢字体で「浜村」とも表記される。

## 来歴・人物
山口県吉敷郡秋穂町出身。兄2人がいたが、いずれも早逝したために三男であった秀雄が濱村家の家督を継承した。
1946年に地元秋穂町体育大会が開かれた際に、1,500m競走に参加して優勝したことをきっかけに山口県内の大会に出場するようになり、その後、山口県庁に公務員として奉職、山口県教育委員会所属の肩書で全国規模の大会に出場するようになる。
1952年1月、第1回別府マラソン（現在の別府大分毎日マラソン）に一般参加選手として出場、2時間1分50秒で優勝を飾ると、1952年ヘルシンキオリンピック代表選考会として施行された同年5月の毎日マラソン（後のびわ湖毎日マラソン）に出場、2時間30分17秒で3位となったものの、ヘルシンキオリンピックの代表には選出されなかった（優勝した内川義高、2位の西田勝雄のほか、山田敬蔵が代表）。
1953年4月20日のボストンマラソンに出場し、6位入賞。12月6日の第7回朝日マラソン（愛知県名古屋市）に出場。この年の朝日マラソンには濱村の他にボストンマラソン優勝の山田敬蔵、4位の西田勝雄、8位の廣島庫夫、後に五輪代表になる貞永信義などが参戦するなど、さながら1953年度マラソン日本一決定戦の様相であったが、濱村は山田、廣島らを抑えて2時間27分26秒の戦後国内最高記録で優勝、一線級の力を証明した。
1954年5月16日、大阪府大阪市で開催された第9回毎日マラソンに出場、35km付近からスパートをかけ、2時間27分56秒（当時の大会記録）で優勝。
1955年に山口県庁を退職し、協和発酵へ移籍すると、同年4月19日（現地時間）のボストンマラソンでは2時間18分22秒で優勝。この優勝に際しては、当時の内閣総理大臣：鳩山一郎が大層喜び、濱村宛の祝電をボストンまで打電したという逸話が残っている。
1956年5月5日、1956年メルボルンオリンピック代表選考会を兼ねた大阪府大阪市での第11回毎日マラソンで3位となり、濱村はオリンピック代表に選ばれる。同年12月のメルボルンオリンピックでは、レース一週間前の調整中に転倒して左膝を故障、無理を押してレースに出場したが、故障の影響で思うようなレースができずに2時間40分53秒で16位に終わった。メルボルンオリンピックの後は1958年に東京で開催された第3回アジア競技大会男子マラソンに出場、その後に現役引退。
引退後は協和発酵、丸久、ユニクロなどで陸上競技部監督を務め、後進の指導・育成に務めた。
また、故郷の秋穂町では濱村の業績を記念して1992年より『浜村杯秋穂ロードレース大会』を創設、秋穂町が山口市に吸収合併されて以後も、山口市主催で現在も開催されている。
2000年5月7日、死去。71歳没。

## 栄典
- 朝日スポーツ賞（1955年）